# Pendleton (Caroline du Sud)
Pour les articles homonymes, voir Pendleton.
Pendleton est une localité américaine située dans le comté d'Anderson, dans l’État de Caroline du Sud.

## Démographie
| 1860 | 1870 | 1880 | 1890 | 1900 | 1910 |
| ---- | ---- | ---- | ---- | ---- | ---- |
| 854  | 985  | 672  | 476  | 568  | 822  |

| 1920  | 1930  | 1940  | 1950  | 1960  | 1970  |
| ----- | ----- | ----- | ----- | ----- | ----- |
| 1 040 | 1 035 | 1 278 | 1 432 | 2 358 | 2 615 |

| 1980  | 1990  | 2000  | 2010  | - | - |
| ----- | ----- | ----- | ----- | - | - |
| 3 154 | 3 314 | 2 966 | 2 964 | - | - |

## Personnalités liées
- Samuel Prioleau, personnalité politique y est mort en 1839